# Helmut Tauber

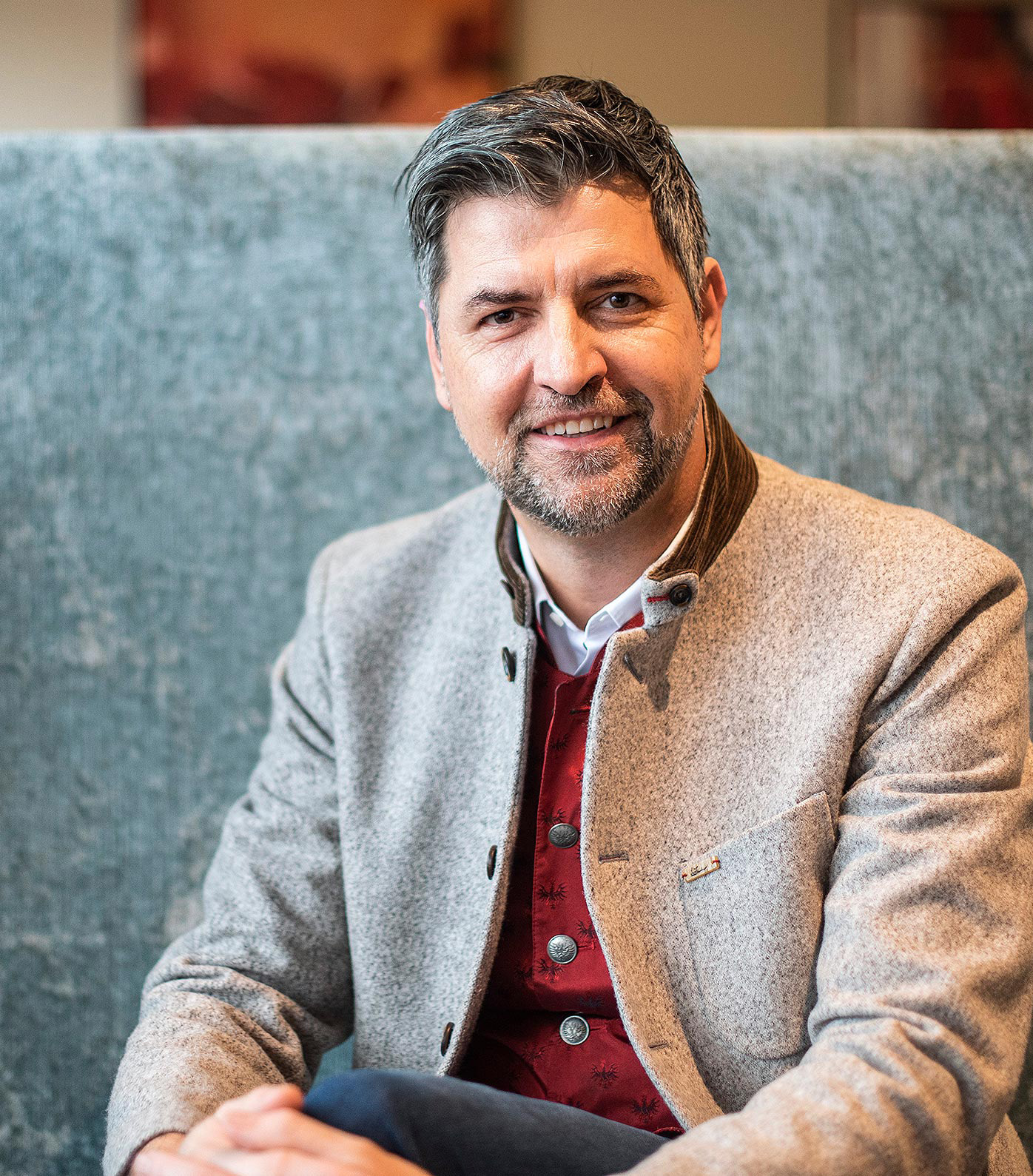
Helmut Tauber (2023)

Helmut Tauber (* 27. Mai 1969 in Brixen) ist ein Südtiroler Hotelier und Politiker.

## Biographie
Tauber absolvierte die Hotelfachschule „Kaiserhof“ in Meran und übernahm im Jahr 2000 den elterlichen Hotelbetrieb in Feldthurns. Daneben engagierte er sich lange Jahre in leitenden Positionen im Südtiroler Hoteliers- und Gastwirteverband (HGV) und politisch im Gemeinderat von Feldthurns. Bei den Landtagswahlen 2018 konnte Tauber mit 7.082 Vorzugsstimmen auf der Liste der Südtiroler Volkspartei ein Mandat für den Südtiroler Landtag und damit gleichzeitig den Regionalrat Trentino-Südtirol erringen. Bei den Landtagswahlen 2023 verpasste er mit 5.254 Vorzugsstimmen die Wiederwahl.